# Goliath Rapid

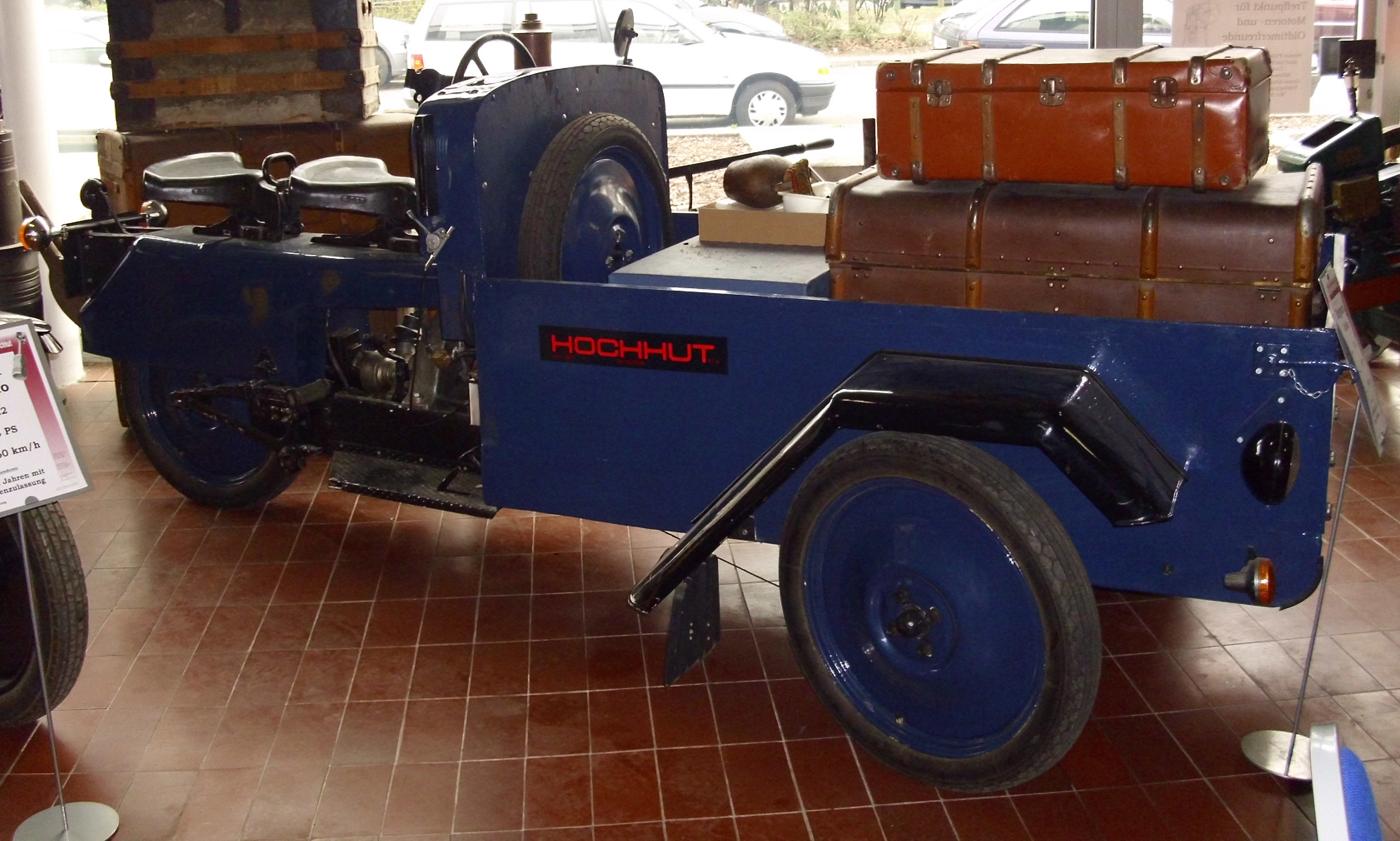
Goliath Standard

Der Goliath Rapid war ein dreirädriger Lastenkarren mit offenem Führersitz und zwei Rädern vorn und einem Rad hinten. Produziert wurde er 1925 oder Anfang 1926 von der Bremer Kühlerfabrik Borgward & Co. GmbH in Sebaldsbrück, einer Siedlung im Teilort Hemelingen von Bremen. Er war eine grundlegend andere Konstruktion als der ältere und parallel weiter produzierte Blitzkarren. Borgwards Kühlerfabrik firmierte später unter Goliath-Werke Borgward & Co. GmbH.

## Goliath Rapid
Der Goliath Rapid hat einen trapezförmigen Leiterrahmen, die kurze Seite des Trapezes ist hinten.
Die starre Vorderachse  unter der Ladefläche ist blattgefedert, die Lenkung wird über ein senkrecht stehendes Lenkrad an der Spritzwand bedient. Eine Windschutzscheibe wurde als Zubehör angeboten. Der mit Gebläse luftgekühlte 198-cm³-Einzylinder-Zweitaktmotor mit 4 PS (3 kW) wurde von den ILO-Motorenwerken hergestellt. Er ist stehend längs hinter der Ladefläche eingebaut und treibt das Hinterrad über ein Schaltgetriebe und eine Welle an. Die Achse des Hinterrades ist mit den geschlitzten Enden der Rahmenlängsträger verschraubt, sodass sich das Hinterrad nach Lösen der Muttern einfach nach hinten herausziehen lässt. Zwischen Getriebe und Antriebswelle sitzen die Hinterradbremse und eine Klauenkupplung, sodass das Winkelgetriebe und die Antriebswelle beim Radausbau nicht zerlegt werden muss. Dafür erhielt Carl Borgward ein Patent, das am 8. August 1928 eingereicht und am 28. April 1930 veröffentlicht wurde. Das Fahrzeug hatte einen elektrischen Anlasser. Wahlweise wurden elektrische Lampen einschließlich Bremslicht für 170 RM angeboten, ein elektrisches Signalhorn für 30 RM.
Anfangs konnte das Fahrzeug mit 250 kg beladen werden. 1928 kam eine neue Version mit einer zulässigen Nutzlast von 300 kg und einem 5,5-PS-Motor (4 kW) mit 250 cm³ Hubraum.
Verbesserungen im Jahr 1931 erlaubten bis zu 500 kg Fracht. Die Version als Pritschenwagen war für 1100 RM zu haben und jene mit geschlossenem Transportkasten für 1200 RM. Gegen Aufpreis war das Fahrzeug mit Kilometerzähler und Beifahrersitz erhältlich.

## Goliath Standard
Inzwischen war die 500-kg-Frachtversion mit der Bezeichnung Goliath Standard in Produktion gegangen und hatte einen 350-cm³-Einzylinder-Zweitakt-Ottomotor mit 7,5 PS (5,5 kW), ebenfalls hergestellt von ILO, der den Lastenkarren bis zu 40 km/h schnell werden ließ. Der Standard war mit verschiedenen Aufbauten lieferbar: einer kurzen (950 × 1600 mm) oder langen (950 × 2000 mm) Pritsche, einem geschlossenen Kasten (950 × 1600 × 850 mm) mit Türen oder einer seitlich klappbaren Haube. Für 1295 Reichsmark gab es den Pritschenwagen und für 1440 Reichsmark den geschlossenen Transportkasten oder die Haube über der Pritsche.
1931 wurde eine 750-kg-Version mit Zweizylindermotor und 9 PS (6,6 kW) aus 400 cm³ eingeführt; die Preise stiegen auf 1600 und 1750 Reichsmark.
Mitte 1933 ging das nachfolgende Modell Goliath F 200/F 400 mit geschlossener Kabine in Produktion.

## Mitbewerber
- Oscar Vidal & Sohn Tempo-Werk: Tempo Pony, T1 und T2, Baujahre 1928 bis 1930, ein sehr ähnlicher Lastenkarren auf Motorradbasis
- Deutsche Industriewerke D-Lieferwagen L 7 1927–1930
- Erst 1932–1934 baute BMW die Modelle BMW F 76 und F 79, der mit unterschiedlicher Motorisierung ein sehr ähnlicher Lastenkarren war.
- Innocenti baute Ende der 1940er Jahre die Modelle Lambretta FA, FB und FC bis 1952
- Tatra 49, 1929–1930